# Hautschutzplan

Gebotszeichen M022: Hautschutzmittel benutzen

Der Hautschutzplan nennt die Gefahren der Haut am Arbeitsplatz und die zur Minimierung dieser Gefahren anzuwendenden Hautschutz-, Hautreinigungs- und Hautpflegemittel. Er ist vom Arbeitgeber zu erstellen und den Beschäftigten in geeigneter Form als Aushang bekannt zu geben. Der Inhalt des Hautschutzplans ist Bestandteil der regelmäßigen Unterweisung.
Die im Plan aufgeführten Produkte zum Hautschutz und zur Hautreinigung sowie -pflege sind vom Arbeitgeber kostenlos zur Verfügung zu stellen.

## Hauterkrankungen als Berufskrankheit
Viele Berufskrankheiten sind auf Erkrankungen der Haut zurückzuführen. 2004 wurden in Deutschland den Berufsgenossenschaften 55.586 Verdachtsfälle auf Berufskrankheit gemeldet. 14.723 davon mit Verdacht auf Hautkrankheiten. Als Berufskrankheit anerkannt wurden 15.832 Fälle. Davon 1.198 als Hautkrankheit.

## Gefährdungsbeurteilung und Schutzmaßnahmen
Die Gefahren für die Haut sind durch eine Gefährdungsbeurteilung gemäß § 5 Arbeitsschutzgesetz zu ermitteln. Häufig sind an Arbeitsplätzen folgende Gefahren anzutreffen:
- Gefahrstoffe mit ätzenden, reizenden oder sensibilisierenden Eigenschaften
- mechanische Einwirkungen
- Feuchtarbeit
- längeres Tragen von feuchtigkeitsdichten Handschuhen
- häufige und intensive Hautreinigung
- Kälte oder Hitze
- UV-Strahlung

Aus den ermittelten Gefahren sind vom Arbeitgeber die zu treffenden Schutzmaßnahmen abzuleiten. Diese können sein:
- Ersatz des gefährlichen Stoffes durch einen ungefährlicheren Stoff
- Trennung Mensch/Gefährdung, zum Beispiel durch Kapselung
- Persönliche Schutzausrüstung (PSA) wie Schutzhandschuhe, Hautschutz

Da für die Gefährdungsbeurteilung und die Auswahl der Schutzmaßnahmen oftmals arbeitsmedizinische Grundkenntnisse erforderlich sind, sollte der Betriebsarzt hinzugezogen werden.

## Inhalt des Plans
Der Hautschutzplan wird unter sicherheitstechnischer und betriebsärztlicher Beratung auf den jeweiligen Arbeitsbereich abgestimmt: Er enthält Angaben zum Arbeitsbereich und zur hautgefährdenden Tätigkeit sowie die genauen Zeitpunkte, an welchen die entsprechenden Schutzmaßnahmen durchgeführt werden sollen; beispielsweise vor Arbeitsbeginn, nach einer Pause oder vor Feuchtarbeiten. Außerdem nennt er das zur einzelnen Schutzmaßnahme ausgewählte Produkt, z. B. das Hautschutzpräparat oder die Schutzhandschuhe.

### Technische Regeln
TRGS 401 Gefährdung durch Hautkontakt – Ermittlung, Beurteilung, Maßnahmen

### Berufsgenossenschaftliche Regeln
BGR 197 Benutzung von Hautschutz
BGR 143 Tätigkeiten mit Kühlschmierstoffen

### Berufsgenossenschaftliche Informationen
BGI 658 Hautschutz in Metallbetrieben
GUV-I 8559 Hautkrankheiten und Hautschutz von der Berufsgenossenschaft für Gesundheitsdienst und Wohlfahrtspflege (BGW)

### Merkblätter
M 101 Hautschutz beim Umgang mit Lebensmitteln von der Berufsgenossenschaft für den Einzelhandel
M 605 Hauptsache Hautschutz von der Berufsgenossenschaft für Gesundheitsdienst und Wohlfahrtspflege